# 西川韭
西川韭（学名：Allium xichuanense）是葱科葱属的植物，为中国的特有植物。分布于中国大陆的云南、四川等地，生长于海拔3,100米至4,300米的地区，一般生于山坡和草地，目前已由人工引种栽培。